# Личето (Анкона)
Личето је насеље у Италији у округу Анкона, региону Марке.
Према процени из 2011. у насељу је живело 39 становника. Насеље се налази на надморској висини од 423 м.